# Stefan Zielonka
Stefan Zielonka (ur. 19 września 1908 w Płocku, zm. 15 lutego 1945 w KL Dachau) – polski ksiądz katolicki, ofiara niemieckiego nazizmu.

## Życiorys
Seminarium duchowne ukończył w Płocku i tam też przyjął święcenia kapłańskie (19 czerwca 1932). Pracę duszpasterską rozpoczął w Pułtusku, gdzie był wikariuszem w parafii św. Mateusza, a także prefektem szkół pułtuskich. Studiował na Uniwersytecie Warszawskim i Uniwersytecie Jana Kazimierza we Lwowie, gdzie uzyskał stopień magistra teologii. Został przeniesiony z pospolitego ruszenia do rezerwy i mianowany kapelanem rezerwy ze starszeństwem z 1 stycznia 1939 i 109. lokatą w duchowieństwie wojskowym wyznania rzymsko-katolickiego.
Wziął udział w kampanii wrześniowej, jako kapelan 13 pułku piechoty. Uczestniczył w bitwie pod Mławą i obronie Modlina. Jako jeniec przebywał w obozie w Działdowie. W październiku 1939 wrócił do Pułtuska, gdzie organizował pomoc charytatywną. Jego postawa patriotyczna zwróciła uwagę Niemców - został aresztowany 6 kwietnia 1940. Krótko był więziony w Płocku, a potem w obozie przejściowym w Działdowie. 19 kwietnia 1940 umieszczono go w niemieckim obozie koncentracyjnym Dachau (numer obozowy - 4800). Nawet w okresach wzmożonego terroru obozowego odprawiał msze święte, słuchał spowiedzi i udzielał komunii. Dzielił się też racjami żywnościowymi ze słabszymi więźniami. W marcu 1942 rozpoczął pracę w grupie stolarzy. W 1943 zaprzyjaźnił się z Gustawem Morcinkiem. W marcu 1943 przejął po Janie Trzaskomie prowadzenie nielegalnego rejestru zgonów księży diecezji płockiej. W styczniu 1945 zgłosił się na ochotnika do szpitala obozowego, jako pomocnik podczas epidemii tyfusu. Szybko zaraził się tą chorobą i zmarł. W ostatnim liście do rodziny (styczeń 1945) pisał: jestem teraz tak bezradny, jak małe dziecko.

## Upamiętnienie
Osobę Stefana Zielonki upamiętnił Gustaw Morcinek w "Listach z mojego Rzymu". Biskup Franciszek Korszyński określił go jako wysoce uspołecznionego i wywierającego szczególnie dobry wpływ na brać obozową. Był wysuwany jako kandydat w procesie beatyfikacyjnym męczenników II wojny światowej, ale ostatecznie do jego beatyfikacji nie doszło.